# Brott & Straff - historier från ett kvinnofängelse
Brott & Straff - Historier från ett kvinnofängelse släpptes 2006. Texterna till låtarna nr 7 till 11 är kvinnliga fångars texter och dikter som Kajsa Grytt gjort musiken till. Skivan producerades av Jari Haapalainen som också är med och spelar gitarr på skivan. Körar gör bl.a. Anna Maria Espinosa. Låten Bara vi står ut är en duett med Joakim Thåström.

## Låtförteckning
| Nr  | Titel                  | Längd | Noteringar                              |
| --- | ---------------------- | ----- | --------------------------------------- |
| 1.  | Ett kvinnofängelse     | 4.24  |                                         |
| 2.  | Du behöver mig         | 3.38  |                                         |
| 3.  | Ett jobb för Gud       | 2.41  |                                         |
| 4.  | Bara vi står ut        | 5.11  | Duett med Joakim Thåström               |
| 5.  | Jag går när jag vill   | 5.18  |                                         |
| 6.  | Löv av lönn            | 3.50  |                                         |
| 7.  | Hur kan man säga glöm  | 2.33  |                                         |
| 8.  | Kvalificerat skitsnack | 2.37  |                                         |
| 9.  | Vad har jag gjort      | 6.31  | Duett med Johan Borgert från Holy Madre |
| 10. | Låt mig rena mig       | 4.11  |                                         |
| 11. | Låtsas att det var du  | 3.21  |                                         |
| 12. | Östra kajen            | 8.28  |                                         |

## Listplaceringar
| Lista (2006) | Topplacering |
| ------------ | ------------ |
| Sverige      | 47           |

### Fotnoter
1. ↑  ”Brott & Straff - historier från ett kvinnofängelse”. Hitparad. http://hitparad.se/showitem.asp?interpret=Kajsa+Grytt&titel=Brott+%26+straff+%2D+historier+fr%E5n+ett+kvinnof%E4ngelse&cat=a. Läst 2 december 2012.